# Lophophytum mirabile
Lophophytum mirabile là một loài thực vật có hoa trong họ Balanophoraceae. Loài này được Schott & Endl. mô tả khoa học đầu tiên năm 1832.